# Tomasz Chmielik
Tomasz Chmielik (ur. 1957) – polski tłumacz, nauczyciel, esperantysta.
Tomasz Chmielik pochodzi ze Świdnika, jest absolwentem I LO w Świdniku. 
Przetłumaczył na esperanto z kilkunastu języków około 200 książek. Tłumaczy z języka niemieckiego, rosyjskiego, angielskiego, jidysz i hiszpańskiego. Jest wiceprzewodniczącym Światowej Akademii Literatury Esperanto.

## Wybrane przekłady
- Predrag Matvejević, Alia Venecio, trad. Tomasz Chmielik, Czeladź: Hejme - Libro-Mondo 2006.
- Predrag Matvejević, Mediterranea breviero, esperantigis Tomasz Chmielik, Bydgoszcz: Eldonejo Skonpres - Świdnik: Libro-Mondo 2007.
- Jan Leończuk, Mi forgesis vin miaj arboj = Zapomniałem was moje drzewa, trad. Tomasz Chmielik, Lidia Ligęza, Czeladź: Hejme - Libro-Mondo 2010.
- Podlaĥia antologio, poeziaĵojn elektis Jan Leończuk, trad. Tomasz Chmielik, Istvan Ertl, Lidia Ligęza, Białystok: Książnica Podlaska - Akademio Literatura de Esperanto - Czeladź: Wydawnictwo Hejme 2009.
- Bajram Karabolli, Polino, por la Esper.-trad. Bardhyl Selimi, Białystok: Białostockie Towarzystwo Esperantystów 2012.
- Reala homo en la homa realo : Ryszard Kapuściński (1932-2007), Bydgoszcz: Eldonejo Skonpres - Świdnik: Libro-Mondo 2008.
- Zbigniew Patryk, Wszystko w porządku, przeł. Tomasz Chmielik, Lidia Ligęza, Białystok: Książnica Podlaska im. Łukasza Górnickiego 2011.
- Bolesław Prus, La Pupo (Lalka), przeł. Tomasz Chmielik, Białystok: Książnica Podlaska im. Łukasza Górnickiego i Białostockie Towarzytwo Esperantystów 2016[4].